# Michel Oreste
Michel Oreste (Cabo Haitiano, 8 de abril de 1859 - Porto Príncipe, 29 de outubro de 1918) foi presidente do Haiti.